# Lokve (Serbia)
Lokve (Serbo: Локве, Rumeno: Locve o Sânmihai, Ungherese: Végszentmihály) è un villaggio della Serbia situato nella municipalità di Alibunar nel distretto del Banato Meridionale, nella provincia di Voivodina.

## Popolazione
La popolazione della cittadina è prevalentemente composta da Rumeni e conta 2 002 abitanti (censimento del 2002).
- 1961: 4 243 abitanti
- 1971: 3 826 abitanti
- 1981: 3 511 abitanti
- 1991: 2 973 abitanti
- 2002: 2 002 abitanti